# Стебник
Сте́бник — місто на заході України, в Дрогобицькій міській громаді Дрогобицького району Львівської області. Розташоване в Дрогобицько-Бориславському промисловому районі за 8 км на південний захід від районного центру Дрогобича, за 4 км від Трускавця. Залізнична станція на лінії Дрогобич-Трускавець. Навколишні села — Болехівці, Доброгостів та Станиля.
Населення — 19 015 осіб (2025 рік), площа — 8,96 км² (за деякими даними, 12 км²).
На сесії Дрогобицької міської ради 24 грудня 2020 року старостою міста Стебник, сіл Нове Село та Болехівці затвердили депутата Дрогобицької міськради VII скликання, доцента кафедри економіки і менеджменту ДДПУ ім. І. Франка — Тараса Городиського.
Місто відоме одним з найбільших в Україні родовищ калійних солей, яке, проте, внаслідок екологічної катастрофи 1983 року не експлуатується.

## Ландшафт і структура міста
Місто розташоване в передгір'ях Карпат у самому підніжжі Орівської скиби і частково оточене смугою лісів, які підпорядковані Доброгостівському лісництву. На межі Стебницької міської та Доброгостівської сільської рад знаходиться урочище «Метищі».
Місцевості Стебника:
- Солець
  - Гай
- Колпець
  - Завіжжє
  - Чайкова Гора
  - Дубова Вулиця
  - Гавдяковий Потік
  - Загири
- Стройка (рос. строить) — район багатоповерхової забудови, створений в період бурхливого росту міста в 50-70х.рр. XX ст.
  - Куба — віддалений масив багатоповерхівок, названий так через віддаленість та будівництво масиву в часи Карибської кризи. Цей невеличкий мікрорайон, був забудований на початку 60-х років двоповерховими дерев'яними будинками фінського взірця
  - Липник
- Село — стара частина міста, район одноповерхової приватної забудови. Своєю чергою «село» складається з місцевостей
  - Панська Гора — можливо тут розміщувався панський двір, а в міжвоєнний період в цій місцевості проживали поляки. Місцевість розташована на високому пагорбі на південному боці міста
  - Болоня — етимологічно так називається низинна болотиста місцевість вздовж дороги до Трускавця. Спільність етимології прослідковується в топонімі Оболонь. Цей мікротопонім також існує в м. Трускавці
  - Скрент — від пол. skrent — поворот. Місцевість власне знаходиться на повороті дороги Дрогобич-Стебник до Трускавця
  - Липник — від липового лісу, в якому, згідно з народними переказами знаходилася пасіка. Північна частина міста в напрямку Дрогобича
  - Забівка — від назви потічка «Бівка». Місцевість, яка розташована «за Бівкою»
  - Кирилівка (на честь одного із заможних стебничан на ім´я Кирило Мороз, який проживав тут у 18 столітті)
  - Млинищі (східна частина міста, вздовж дороги в напрямку села Болехівці)
  - Городи (південна частина, розміщена вздовж шляху до села Доброгостів)
  - Коло Млина (далі на захід від Панської Гори у напрямку села Станиля, знаходився водяний млин заможного господаря Миколи Терлецького. Через це дану місцевість називали Коло Млина)
  - Плебанія
  - Тальонова Гора
  - Суха Воля та ін.

Частини лісу, подібно до поділу села на місцевості, в народі теж мали свої назви. Ліс на північ від Стебника (біля села Колпець) називався Колпецьким, ліс на схід від Стебника умовно поділявся на частини: Репехів, Горби, Підлісне та Воронка. З південної сторони села невеликий ліс мав назву Білий Берег. Між Станилею та Стебником до 1939 року існував приватний лісовий масив, що належав двом заможним стебничанам і від прізвищ його власників отримав назви: Терлецького Корчі та Петренкові корчі. Ліс, що примикав до солеварного заводу, називався Баньки. В цьому лісі в свій час знаходилась трускавецька солеварня, яка йому й дала назву (слово "баня"» — означало приміщення з вальним дахом, де виварювалась сіль. У Стебнику таке приміщення називали словом "вежа").
У дорадянські часи поля також мали свої умовні назви, як от: «Шнури», «Матійова Гора», «Зади», «Калинка», «Шихівниця», «Забілоцьке Задвір'я» і т. д..

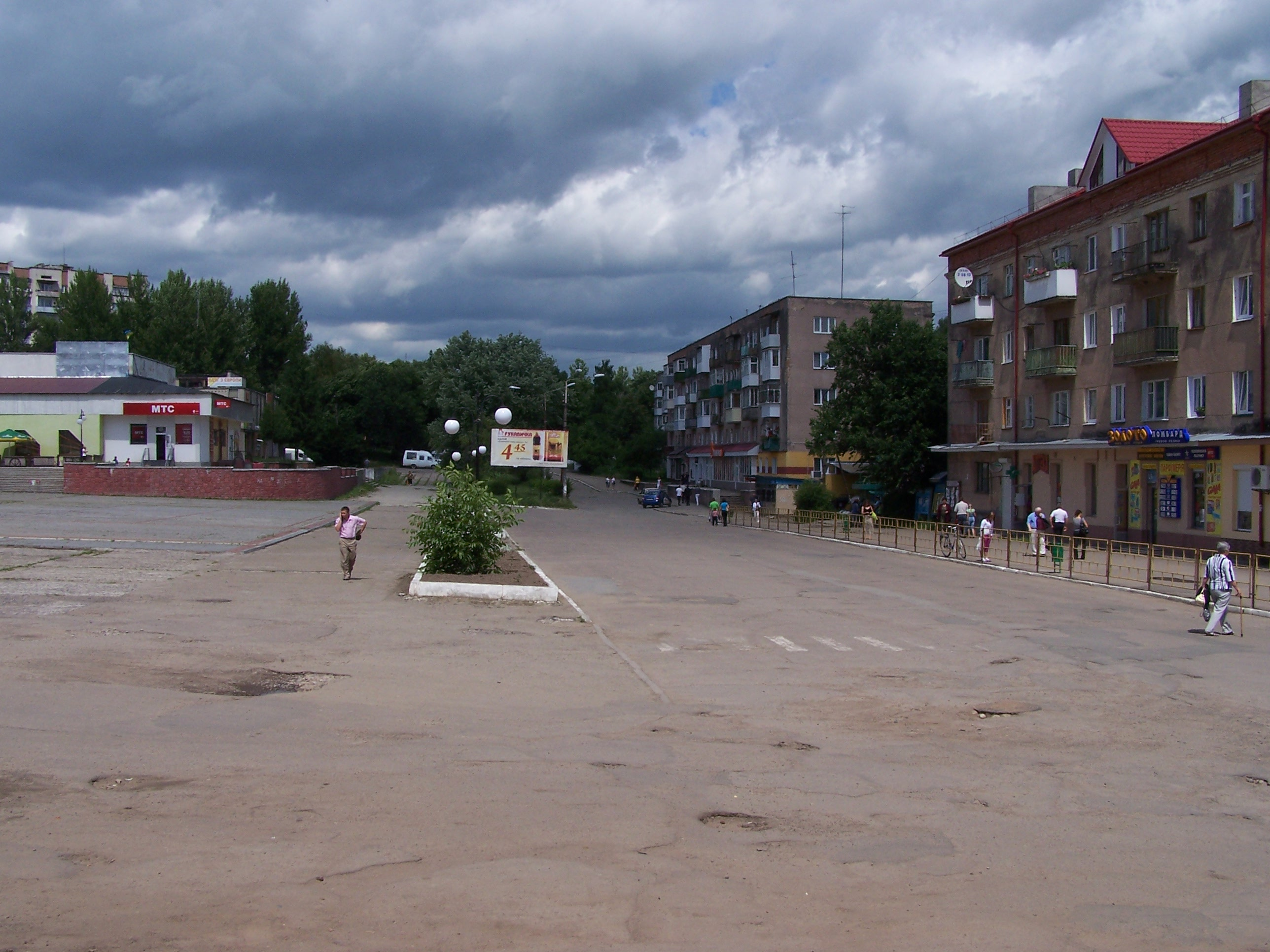
Середмістя Стебника

Частина дороги із Дрогобича на Стебник ( з боку Стрия ) називається «Катюша». Таку назву ця місцевість отримала через те, що в часи німецько-радянської війни там стояли реактивні системи залпового вогню БМ-8, БМ-13, БМ-31  за неофіційною назвою «Катюша». 
| | \| «Над Тисьменичкою-ріков, Що звесь „нафтовою калюжев“, Там город преславний Дрогобич лежить, Преславний та не дуже. І хоч Борислав, Трускавець, Стебник' і другі діти На нього сиплють слави блиск, — Він якось не міг проясніти» \| |
| — І.Франко «Похвала Дрогобичу» | |
| «Над Тисьменичкою-ріков, Що звесь „нафтовою калюжев“, Там город преславний Дрогобич лежить, Преславний та не дуже. І хоч Борислав, Трускавець, Стебник' і другі діти На нього сиплють слави блиск, — Він якось не міг проясніти» | |

## Етимологія
Найдавніша форма назви поселення, наведена в історичних документах — Іздебник. Перша письмова згадка про поселення Іздебник припадає на 1440 рік (за ін.даними — до 1433 року). Цю назву згадує і український вчений Михайло Ваврик. Назва поселення «Істебник» присутня в праці вченого-мистецтвознавця Михайла Драгана «Дерев'яні церкви України», виданій у Львові в 1937 році.
За даними УРЕС Стебник відомий з 1521 року (під назвою «Стебник» село вперше згадується в документах 1521 року).
Походження назви остаточно не з'ясовано:
- Деякі краєзнавці вважають, що в основу назви цього поселення покладено давньоруський[3] термін «издеба», «издовб», «издовбник» «шахта»[3] — назва соляних копалень в давні часи. Біля цих законів (іздобв) вздовж річки Солониці і виникло перше поселення.
- «Іздеба» — слово, що означало в праслов'янській мовній спільноті «житло», але можливо «закоп», «шахта» чи «довбане заглиблення»[7].
- від терміна «іздеба» — давньої назви соляних копалень.[8]
- від прасл. *jьstъba («хата, дім, господарство»).[9][10]
- від «істепка», «вистепка», «істопа», «стуба».[11][12][13][14] Оскільки воно подібне до індійського «ступа» і німецького «штуба», то, на думку вчених, термін цей походить від індоєвропейського, який, очевидно, означав житло.[14] У деяких місцевостях стебки видозмінились у хатні прибудови («пукліт», «тепла комора», «прибік»)[14].
- За досить поширеною серед населення версією тлумачення топоніма міста, назва походить від утепленого на зиму вулика (див. статтю: Стебник (бджільництво)), котрий тут називався «ставник».
- Назву поселення утворено від апелятива «стебник».[15] «омшаник, утеплене приміщення для зимівлі бджіл»[16].
- Інші вважають термін *jьsъtbьnikъ слов'янського походження, яке в українську мову ввійшло з польської як izdebna.[3]
- Назву іншого однойменного потоку, лівої притоки Дністра Серету (Стебника), пов'язують зі слов'янським стъбльникъ «стебло».[3]

За Етимологічним словником української мови укладеним в Інституті мовознавства ім. О. О. Потебні НАН України: стебник — «комора, омшаник», пристебник — повітка, надбудова над погребом, польське stebnik — «льох, в якому розміщують вулики з бджолами на зиму», чеське stebnik — пов'язане з істепка «невелика будівля в сінях або під хатою для зберігання овочів узимку».
За О. М. Трубачовим «Стебник» — одна з понад 50 найархаїчніших слов'янських назв в лісостепових районах України.

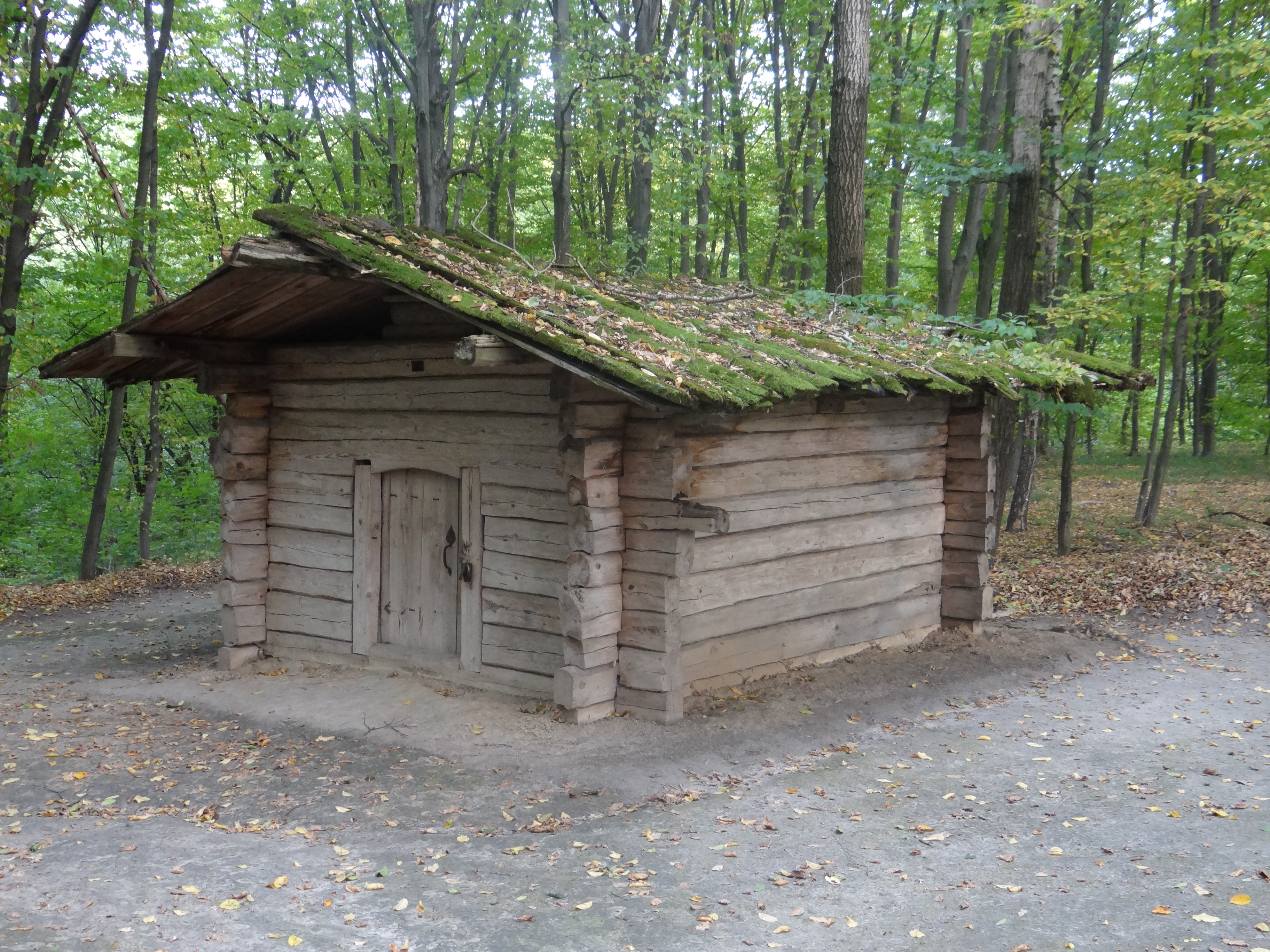
Кліть з села Юрове Олевського району Житомирської області в Національному музеї народної архітектури та побуту України в м.Пирогів, поблизу Київа

Данилюк Архип Григорович зазначає, що стебки мали приблизно такі розміри, як і кліті, але їхні стіни та стеля були обмазані глиною і їх опалювали за допомогою жару, який вносили в спеціальній посудині; іноді в них влаштовували печі. У поліщуків були кліті, стебки й однокамерні хати (житлове приміщення), які споруджували із кругляків і напівкругляків і покривали колотими дошками драницями. У деяких місцевостях стебки видозмінились у хатні прибудови пукліт, покліт, теплу комору, прибік.

## Постаті
- Білас Йосип Якимович (н. 1922) — український лісівник, заслужений працівник сільського господарства України.
- Вайда Богдан Іванович (1965—2014) — учасник Євромайдану, загиблий від кулі снайпера 20 лютого 2014 р. Герой України.
- Дишель Мар'ян Миронович (1983—2014) — молодший сержант Збройних сил України, загинув під Зеленопіллям.
- Зозуля Тарас Васильович (1993—2014) — солдат Збройних сил України, загинув у боях за Луганський аеропорт.
- Лазурко Роман (1914—1987) — український військовий та ветеранський діяч, підстаршина дивізії «Галичина», автор спогадів.
- Сирватка Михайло Степанович (1964—2014) — солдат Збройних сил України, учасник російсько-української війни.[20]
- Шмаков Олег – солдат Збройних сил України, учасник російсько-української війни[21].

## Історія
Археологічні джерела фіксують фактично безперервне заселення цієї території від кам'яної доби до середньовіччя. Про заселення території Стебника в давнину, свідчать залишки стоянки пастухів (близько 4500 років тому).
Соляні жупи на території Стебника працювали ще з римських часів.

### Найдавніші часи. Городище
Одним з небагатьох городищ передгір'я Карпат, де проводились стаціонарні розкопки, було укріплене поселення в Стебнику. Однойменне городище розташоване на віддалі 2—2,5 км на південний схід від м. Стебника в урочищі «Старий Бич» або «Ринок» (8 км на південний схід від Дрогобича; близько 8 км на північний захід від цього городища розташовано ін. городище — Модричі-І).
У 1892 році консерватор Центральної комісії для вивчення та збереження будівель Східної Галичини В. Дзєдушицький звертав увагу на потребу вивчення укріплень поблизу Стебника, відомих у народній традиції під назвою «Старий Бич». Про значний за розмірами цвинтар та велике городище в цій місцевості повідомляє галицький краєзнавець Б. Януш.
Під час археологічних розкопок, проведених в Стебнику в 1915 році австрійським вченим Мартіном Рошком, було знайдено намисто єгипетського виробництва, датоване 3-м тисячоліттям до н. е..
У 1932 році експедиція Львівського університету провела розкопки десяти курганів поблизу Колпця. В одному з них, крім кам'яних знарядь і посуду, були виявлені скляні намистини, виготовлені в єгипетських майстернях. Знахідки датуються початком епохи бронзи (близько 3500 років тому). Знайдені намистини підтверджують існування у місцевого населення обміну з племенами далеких країн. У Прикарпатті еквівалентом при такому обміні могла бути сіль, видобуток якої, на думку дослідників соляних родовищ західних областей України, проводився ще в кам'яній добі.
У 1936 р. археологічні обстеження на території пам'ятки проводив Т. Сулімірський. Виявленими матеріалами були шматки глиняної обмазки, які було передано до Державного археологічного музею у Варшаві. Питання хронології городища довший час викликало чимало питань. Сумніви щодо слов'яно-руської належності городища висловив Павло Раппопорт.
У 1974 р. городище в Стебнику досліджували В. Козак та О. Ратич В процесі робіт було з'ясовано топографію пам'ятки та закладено на її території чотири шурфи, в стратиграфії яких зафіксовано незначний культурний шар, товщиною близько 10 см. Виявлено шматки перепаленої глини, вуглики та дрібні, повторно перепалені, фрагменти кераміки Х — XI ст. Ці знахідки, згідно з твердженнями науковців, свідчать про пожежу, внаслідок якої городище перестало функціонувати. Опираючись на результати цих досліджень, а також на народну традицію, яка вказує на існування в цій місцевості давнього міста Бич, науковці висловили гіпотезу про зв'язок городища в Стебнику з сучасним містом Дрогобич. На їхню думку, після зруйнування укріпленого поселення в Стебнику, його мешканці заснували новий град у Дрогобичі (Другий Бич), хоча таке припущення потребує додаткової аргументації археологічними джерелами..
Експедиція Інституту суспільних наук АН УРСР та Дрогобицького краєзнавчого музею розкопала в 1976 році на полях між Стебником та Болехівцями 10 курганів кінця кам'яної доби. Розкопки показали, що в той час тут жили племена, що займалися скотарством.

### Княжий період (до 1349)
У першій половині XII ст. територія, на якій розташований Стебник, входила в Перемишльське, а з середини XII ст. — в Галицьке князівство.

### Польський період (1349—1772)
У 1349 році всю Галичину, завоювали польські феодали на чолі з королем Казимиром III. Остаточно ці давньоруські землі відійшли до Польщі лише у 1387 році після короткочасного їх перебування у складі Угорського королівства.
Після захоплення галицьких земель шляхетською Польщею в 1433 році король Владислав II Ягайло продав Іздебник разом з сусідніми селами шляхтичу Влодку, а частину села під назвою «Дворище», де тепер знаходиться нова частина міста, — магнату Підгурському..
Малопольський шляхтич Влодек (Влодко) зі Свенчиць, що займав в 1425 р. уряд самбірського старости, переселився на Дрогобиччину лише в другій третині XV ст. Владислав Ягайло в січні 1433 р. записав йому 350 гривен на трьох селах під Дрогобичем: Модричах, Істебнику (нині — м. Стебник) і Лішні. Навесні 1440 р. Варненчик дозволив перевести Істебник на німецьке право, дарувавши Влодкові солтиство за умови служби одним лучником. (у 16 ст. Істебник відійшов до Павла Ритаровського.).
Польські пани, звичайно, відсиджувались у Варшаві та інших великих містах. А їхніми маєтками відали управителі — економи.
В 1440 році Іздебник був зруйнований татарами. Після цього спустошення, у 1440 році Іздебник отримав магдебурзьке право, що давало великі переваги найзаможнішій частині міщанства (місцеві поляки й ті, що пристали на польське). Селом управляв війт.
Після підтвердження в 1516 році самоврядування королівські комісари провели в 1521 році розмежування земель між Стебником (Під назвою «Стебник» село вперше згадується в документах 1521 року), Трускавцем і Доброгостовом.
У 1621 році відбулася так звана перша Хотинська війна. Після нищівної поразки військ Речі Посполитої у битві з турками під Цецорою, країна залишилася практично безборонною: татари нищили Поділля і Галичину аж до Львова та Перемишля. А коли на Україну рушило двохсоттисячне військо султана Османа II, під загрозою опинилася не лише Річ Посполита, але і вся Центрально-Східна Європа. 
Село неодноразово страждало від нападів татар. Зокрема в 1621 р. татари спалили жупу та господарство. Зокрема в люстрації (інвентаризація у королівських маєтках середньовічної Польщі) 1621 р. зазначалося про «incursia tatarska» — напад татар. Загалом говорилося:

|                                                                                                   | \| «Стебницький фільварок знесенно татарами, через спустошення села, забрано людей його не засіяли». \| |
| «Стебницький фільварок знесенно татарами, через спустошення села, забрано людей його не засіяли». | |

Також в цей час виникла інфекція — «морова повітра», яка вбила 9 родин селян. Дані події навіть обговорювалися на Вишенському Сеймику (22.12.1622 р.).
В 1520 році польська шляхта запровадила в країні панщину. Не обминуло кріпосне право й Стебник. Панський двір — фільварок у Стебнику знаходився на території вулиці Доброгостівській, зліва, неподалік цвинтаря. Відбувся перехід українських земель у власність польського короля. В 14-18 ст. в Польщі поземельною мірою і основним мірилом феодальних повинностей був лан або волока, які дорівнювали приблизно 16,8 га. На той час в селі проживало 40 осілих селян. В середині 16 ст. власником Стебника став шляхтич, подільський воєвода Ян Стажеховський, який обклав стебничан різними податями, зобов'язав до різних повинностей. На кожного з них припадало трохи більше, як 3 лани або волоки землі. За користування цією землею стебницькі селяни зобов'язані були платити щороку по 2 злотих чиншу за кожен лан та різного роду натуральні данини. Кожен двір мав давати косарів на сінокоси та жнива. Крім цього село мало сплачувати щорічно по 5 злотих «стації» на утримання польського війська. З селян стягали також податки за користування сіножатями і випасами. А оскільки допоміжним засобом існування стебничан було солеваріння, вони повинні були здавати кожного року по 1000 бочок солі.
Бувши неспроможними сплачувати такі великі повинності, селяни розорювались, втрачали землю і попадали в ще більшу залежність від шляхти. Про обезземлення селян в 17 ст. свідчить вимірювання ними своїх земель вже не ланами чи волокою, а прутом, який на той час був також поземельною мірою і дорівнював приблизно 2 га. Щораз більше зростало число селян — підсадків, що зовсім не мали свого поля. Безземельний селянин за право жити на панській землі та користуватись нею ставав повним кріпаком і змушений був працювати на пана без будь-якої оплати. На перших порах селяни відробляли панщину один раз на тиждень півдня-двічі, відтак-тричі. З часом селянин-кріпак втрачав свободу.
Стебницькі соляні копальні також перейшли у власність польських королів. Приблизно тоді з'являється нова назва солеварного заводу «Саліна», яка має чисто польське походження й перекладається як «соляна копальня». Населенню залишались лише соляні кринички. Через прогресуюче обезземелення стебницьких селян багато з них почали займатись суто індивідуальним солеварінням для подальшого збуту. Тих селян, що виварювали сіль на продаж, королівська адміністрація, здійснюючи контроль за монополією на солевидобуток, примушувала платити велике мито.
В 1560 році на «Білому березі» було викопано ще одну соляну копальню, завглибшки 47 м. З часом в народі її стали називати «Шиб Лісовий» («Лісова»). Вона перебувала в Станильському лісі, неподалік від польової дороги Стебник — Доброгостів. Сіль виварювали з соляного розчину — ропи. Добовий видобуток становив 10-12 кубів ропи.
Розробка стебницьких соляних покладів була королівською монополією. Польський король Стефан Баторій указом 1573 підтвердив давній привілей королівської влади на західноукраїнські соляні родовища.
До 1576 року стебницькі соляні копальні належали польському магнату — гетьману Жевуському і здавались в оренду приватним підприємцям. Тепер копальня перейшла у власність польського шляхтича Ржевського відповідно до указу короля Стефана Баторія, який звелів віддати шляхті розробки всіх корисних копалин.
На «Лісовому шибі» соляний розчин нагору подавали дерев'яними цебрами при допомозі кінної тяги. На солеварню, яку збудували в селі, він плив дерев'яним трубопроводом завдовжки понад 2 км. Через свою недосконалість він часто виходив з ладу й спричиняв труднощі. «Шиб Лісовий» видавав соляний розсіл до 1770 року, після чого його через малу продуктивність та віддаленість від солеварні було закрито.
Солеварня випускала кілька сортів кухонної солі. Найкращий сорт являв собою чистий дрібнозернистий продукт. Сіль, що під час виварювання частково спеклася, називалася «запіканкою» і належала до нижчих сортів. Готову продукцію засипали в бочки. Вартість такої бочки становила 4 злотих. Наприкінці 17 ст. стебницька солеварня виробляла щорічно 10 000 бочок солі по 140 фунтів кожна.
З 1569 року соляне мито, сінокісний, пекарський, різницький, млинарський і багато інших побори перебували в оренді. Орендарі довільно збільшували повинності, внаслідок чого багато селян розорялися і тікали з насиджених місць.
В часи середньовіччя y Польщі на землях Галицького князівства були шахти королівські у Тураві Сольні, Старій Солі, Ясениці, Модричах, Стебнику, Сільці, Трускавці, Калушу i Солотвині.
Стебник з XV по XVIII століття (до 1772 року) входив до Дрогобицьке староство Перемишльської землі. Його жителі займалися видобутком солі і сільським господарством, головним чином тваринництвом. За люстрацією 1570 року в Стебнику 13 ланами користувалися 40 селян, які за кожен лан щорічно платили 3 курки, 18 яєць і по два злотих. Крім того, на утримання польського війська жителі села виплачували 5 злотих і на користь церкви — 2 злотих. У вільні від сільгоспробіт дні селяни добували за рік до 1 тис. бочок дрібної солі. Загородники (їх у селі було шість чоловік) замість чиншу виконували різні роботи. Як і раніше, в XVII-першій половині XVIII ст. переважала продуктова рента, на другому місці стояла відробіткова рента, на третьому — грошова. Так, згідно з люстрації 1661—1665 рр. селяни Стебника з кожної чверті лана відбували по три дні панщини та сплачували по 8 флоринів чиншу. Вони брали участь у зажинках і обжинках, заметах і обкосах, давали з лану по одній гусці, 4 курки, 24 яйця. Селяни були зобов'язані возити дрова у жупу і сіль на склад та зі складу у Львів і Перемишль. Крім того, вся сільська громада виплачувала на гайдука 60 флоринів. Загальна сума чиншу становила 230 флоринів 28 грошів. Частина селян, що займалася солеварінням для продажу, змушена була платити велике мито старостам
У XVII — початку XVIII ст. джерела ропи вздовж берегів р. Солониці замулювалися, висихали і кількість солі, таким чином, у річковій воді зменшувалася. Щоб дістатися до покладів солі, почали викопувати криниці — жупи. Видобуток ропи і виробництво солі здійснювалися вельми примітивним способом. Жупник, ризикуючи бути засипаним землею, спускався по канату в криницю, черпав соляну ропу і в шкіряному мішку подавав її на поверхню. Ропу підіймали за допомогою коловорота, потім доставляли на солеварню, де в металевому резервуарі виварювали сіль. У 70-х роках XVIII ст. на території Стебника почала діяти «Дорфшахта» («шиб в селі») завглибшки 45 метрів. Ропа з неї добувалася за допомогою кінної тяги.

### У складіімперії Габсбургів(1772—1918)
Село Стебник у XVII ст. займало 9,5 ланів, з яких осілих було 3,5.
У 1772 році Галичина потрапила під владу Австрійської імперії. І в цьому ж році, як нову адміністративну одиницю Австрійської імперії було створено Королівство Галичини та Володимирії. З 1772 по 1867 рік село входило до Дрогобицького округу. Стебницькі соляні копальні перейшли в 1773 році у володіння австрійського імператорського двору, який встановив на видобуток солі монополію. Селянам заборонялося черпати ропу для виварювання солі навіть у тих випадках, коли вона протікала через їхні горо́ди. За використання ропи фінансові охоронці і поліція накладали на селян штраф або піддавали їх тілесним покаранням. Кількість соляної ропи, яка добувається з неглибоких шахт, значною мірою залежала від кількості опадів. Для гарантованого видобутку солі в 1838 і 1842 рр. було проведено глибоке обстеження її покладів. На місці виявлених потужних шарів спорудили шахту «Кюбек», в яку накачували воду для утворення насиченого соляного розчину. Тобто сіль добували способом вилуговування з подальшим випарюванням соляного розчину. Утворилися 11 «луговень» діаметром до 100 м, а найбільша мала площу 2,2 га. Аналіз нових соляних покладів у 1845 році показав наявність в Стебнику калійної солі. Мул, який вилуговувався — містив від 65 до 80 % частин солі.
1848 р. відбулась Селянська реформа, яка перетворила рустикальні землі на приватну власність селян. Законами Фердинанда І від 17 квітня 1848 р. (закон цісарського уряду Австро-Угорщини), за яким з 15 травня 1848 р. скасовувалися селянські повинності у Галичині; та Закон від 7 вересня 1848 р., за яким скасовувалися кріпосні відносини в Австрії.
1848 р. Стебницький декан Василь Галокович узяв участь у роботі Руської Ради Дрогобича. Його обрали замісником голови, але він відмовився.
Саліна в Стебнику була найбільшою в Східній Галичині. В перелічених роках тут було продуковано наступну кількість солі:
| Рік  | Сотнарь |
| ---- | ------- |
| 1865 | 102.631 |
| 1866 | 127.836 |
| 1877 | 112.473 |
| 1868 | 117.236 |
| 1869 | 98.405  |
| 1870 | 108.924 |

В загальному, річну продукцію Саліни оцінювали у 110.000 сотнарів; числячи сотнар по 5 гульденів, похідне складало 550.000 гульденів, а віднявши від цієї суми 73.000 гульденів видатків на виробництво (без нової будівлі) — чистий прихід складав 477.000 гульденів.
Попит на Дрогобицьку і Стебницьку сіль був дуже великий. Навіть з саноцьких сторін люди приїздили за сіллю. Одні приходили за громадськими порученнями −  щоб для своїх сіл купити потрібну кількість солі; інші, саме торгаші-солярі купують сіль на перепродаж.
Станом на 1871 рік відмивна «синява» не зовсім чистої солі, що схожа до Калуської синьої солі (калієва сіль; відкрита нещодавно в значних покладах в Калуші), може бути використана для справляння полів замість гною.
1874 року інженер копальні Едуард Віндикевич надіслав у берлінську лабораторію на дослідження пробу руди для дослідження використання її в якості мінеральних добрив. 1901 року крайовий сойм Галичини, виділив невеликі кошти для дослідження корисних копалин в районі Стебника {З 1817 по 1918 рік Стебник входив у Дрогобицький повіт.} і їх промислової розробки. Однак поклади в основній масі не використовувалися. Лише в незначних розмірах велася розробка покладів солі. Австрійські геологи скептично ставилися до можливості розширити видобуток калійних солей на прикарпатських рудниках. 1911 року правом розробляти корисні копалини Стебника заволоділо акціонерне товариство «Калі». Але видобуток мінеральних добрив тут був незначним. «Калі» займалося головним чином виробництвом кухонної солі, видобуток якої становив в 1911 році близько 50 тис. тонн.

Жупа солеварні «Саліна», м. Стебник. Згодом будівля належала компанії «TESP» (Towarzystwo Eksploatacji Soli Potasowych). В будівлі розташовувалися бенкетний зал, допоміжні приміщення, парова машина (в одному з центральних приміщень знаходиться фундамент парової машини і рештки кріплень).

В 1910 −1911 рр. прокладено залізничну лінію Дрогобич-Трускавець, тим самим Стебник отримав залізничне сполучення.

### Перша світова війна
Наприкінці 1918 року в результаті жорстоких поразок у першій світовій війні монархія в Австро-Угорщині впала і у листопаді 1918 року було проголошено Західно-Українську Народну Республіку (ЗУНР). 28 листопада була створена робітнича рада, яка проіснувала до травня 1919 р. В травні 1919 року війська поляків зайняли Дрогобич.
→ Основна стаття див.: Стебницька робітнича рада

### Польська республіка (1918—1939)
Після занепаду Австрійської імперії, Польща, здобувши власну незалежність, вже в липні 1919 р. зайняла територію Галичини озброєним за гроші Антанти польським військом під командуванням генерала Галлера. Офіційне рішення про приєднання Галичини до Польщі Рада Послів Антанти ухвалила 14 березня 1923 р. Окуповану Західну Україну поляки назвали «Малопольська Всходня».
По навколишніх селах польські каральні загони вишукували колишніх активістів ЗУНР та воїнів УГА й привселюдно жорстоко збиткувалися над ними. Багатьох з них закатували на смерть. На фоні розгулу страшного польського шовінізму авторитет колишнього австрійського цісаря Франца Йосифа ще довго жив серед наших людей. Скрізь насаджувався культ Великопольщі та католицизму. У Стебнику активізував свою роботу польський костел, збудований поляками ще 1894 році неподалік Саліни. Поляки створили напіввійськове формування під назвою «Стшельци» (стрільці), що займало шовіністичну позицію до українського населення. Почались гоніння на українських патріотів і на все українське. Польська влада відібрала навіть мізерні національні права, котрі вони мали при Австрії. На початку двадцятих років життя в Стебнику було надзвичайно важким. Давалась взнаки післявоєнна інфляція. Тоді в обороті були так звані польські марки.
На початку XX століття з калійними рудниками Стебника і Калуша працювало підприємство «TESP», яке займалось їхньою експлуатацією.
Житель Стебника Михайло Івасівка (Лищук) про це зазначав, що після 1921 р. працювати на копальні прибуло багато поляків зі Шлезька, яких місцеві називали «мазурами». Вони зайняли провідні позиції на заводі та в місті. Виник район «Панська Гора». Більшість населення працювало на родовищі. Але до половини українців жило за рахунок землі. До прикладу, в торгівлі у 1930-ті рр. в селищі налічувалось 10 єврейських крамниць, 8 польських, 2 українські та 1 кооперативна; 4 ресторани (2 польські, 2 єврейські); 8 т. зв. «трафік» (суч. аналог кафе і пивбару): 6 — польських, 2 українські, 3 єврейські; м'ясні крамниці: 2 українські і 1 польська.
1922 р. прокладено колію від залізничної станції до складів каїніту в Саліні.
В квітні 1931 р. товариство «Калі» через економічну кризу розірвало колективний договір. 240 робітників втратили роботу.
Згодом Адміністрація «Саліни», вже складалась головно з поляків або спольщених чехів, почала повільно звільняти з роботи українців і натомість приймати робітників польської національності або тих стебничан, що задля власної вигоди зрікалися своєї віри та нації, переходили в римо-католицький обряд і стали називати себе шляхтичами. Їх поляки називали «пожодними» (порядними) русинами. На середину 30-х років число українців, зайнятих на копальні, впало приблизно до 18 відсотків від загальної кількості робітників.
Поруч з економічними утисками польська влада запровадила цілу низку політичних заходів, скерованих на полонізацію місцевого населення. Все діловодство велось лише державною, себто польською мовою. Цьому сприяв закон від 1924 року, який обмежував вживання української мови в адміністративних органах, суді та школі. Внаслідок цього кількість українських шкіл у Галичині різко скоротилась: від 2532 в 1923 р. до 749 в 1930 р.

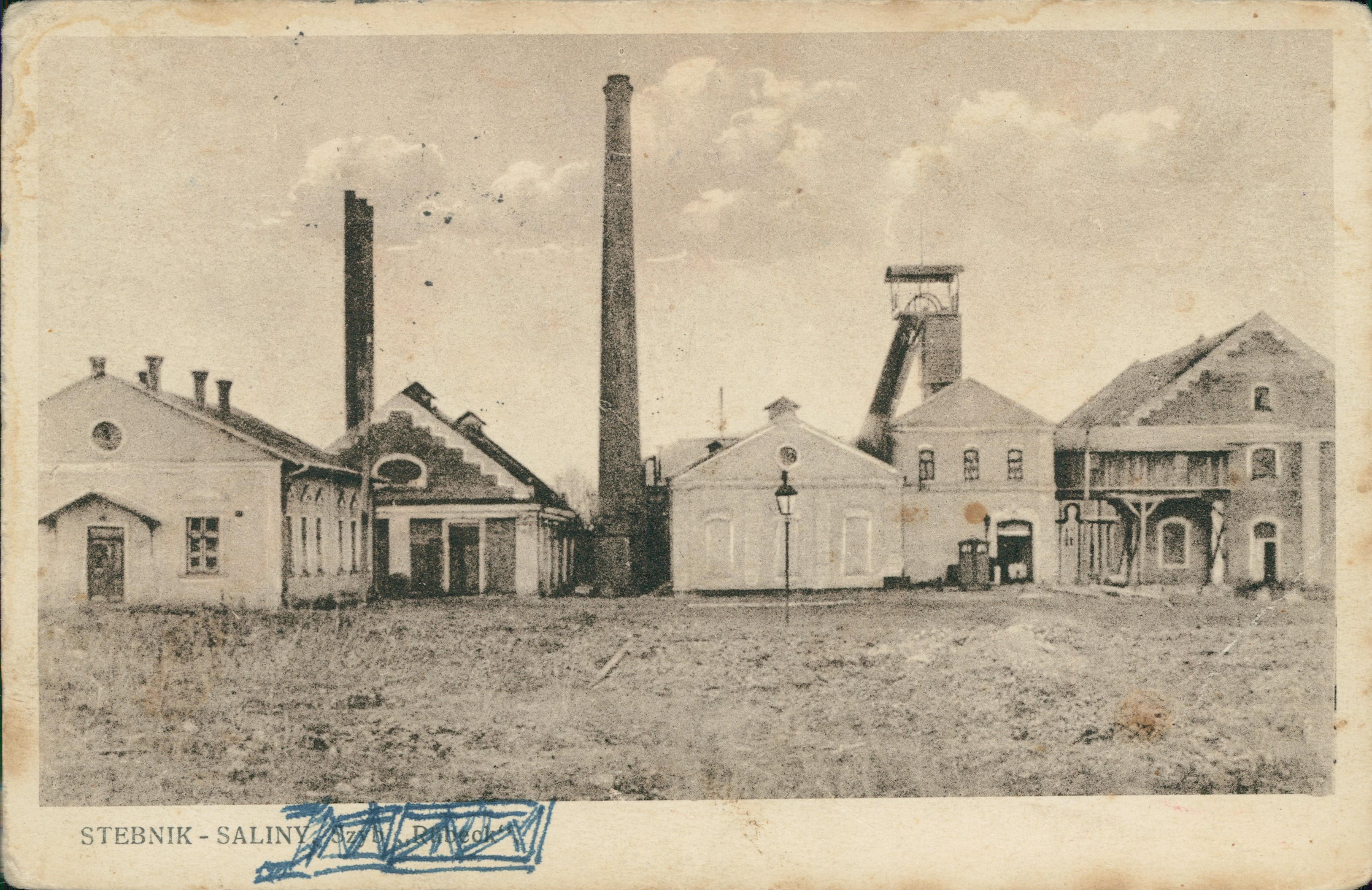
Соляна шахта в м. Стебник, 1937 р. — листівка.

На той час у Стебнику діяло дві народні 7-річні школи, одна з них була польська, яка знаходилась в приміщенні теперішньої ветлікарні. Серед 20-ти вчителів, що працювали в цих школах, лише 6 були українцями, решта — поляками. Створену в Стебнику на початку 20-х років невеличку платну гімназію було розпущено поляками в 1929 році.
1 серпня 1934 р. було створено гміну Стебник в дрогобицькому повіті. До неї увійшли сільські громади: Стебник, Доброгостів, Гассендорф (Gassendorf), Колпець, Орів, Солець, Станиля та Уличне. В 1934 р. територія гміни становила 182,32 км². Населення гміни станом на 1931 рік становило 17551 осіб. Налічувалось 3202 житлові будинки. Щільність населення — 96,3 осіб/км².
В 1934 році Станція «Стебник Саліни» направила 82 440 т калійних солей для перевезення по країні, станція Калуш — 56038 т.

### Друга світова війна і післявоєнний час (1939—1990)
Під час Другої світової війни, 17 вересня 1939 р. на підставі «пакту Молотова — Ріббентропа» радянські війська вступили на територію Галичини, де було встановлено тоталітарний режим, розпочалися масові репресії проти місцевого населення.
В 1939 р. згідно з Постановою Дрогобицького обкому КП(б)У від 18 грудня 1939 р. було створено Стебницьку сільську раду. Спочатку в складі Бориславського району, потім в складі Дрогобицького району.
Під час радянсько-німецької війни 1941—1945 рр. Галичина була окупована німецькими військами. 4 липня 1941 року Стебник і Дрогобич були захоплені гітлерівцями, а 1 серпня 1941 р. Галичину включили до складу Генеральної губернії як окремий дистрикт.
6 серпня 1944 року частина 1-ї гвардійської армії під командуванням генерал-полковника А. А. Гречко ввійшла на територію Дрогобицько-Бориславського району, на якій розташовано й Стебник..
У 1963 році була запроєктована автомагістраль для зв'язку з сусідніми населеними пунктами — Дрогобичем, Бориславом, Стебником і кільцева тролейбусна дорога Трускавець-Стебник-Дрогобич.
17 жовтня 1969 р. Постановою Президії ВР УРСР село Стебник стало селищем міського типу.
1967 р. здано в експлуатацію будівлю школи № 11, де навчалося 450 учнів.
25 червня 1969 р. до складу смт. Стебник увійшли села Колпець та Солець.
9 травня 1972 р. у селі Стебник Любомир Старосольський (1955 р. нар.) і Роман Колопач (1954 р. нар.) вивісили синьо-жовті прапори.
21 січня 1978 р. Стебник отримав статус міста районного підпорядкування. Першим головою міста став Євстахій Магур.
1980 р. В місті працювало 330 вчителів, 420 медичних працівників, 600 в торгівлі та сфері послуг.
1990 р. В місті 68 багатоповерхових будинків — 3750 квартир, 50 будівель міської інфраструктури та комунальних господарств.

## Стебницьке ДГХП «Полімінерал»
Підприємство сформовано на базі однойменного калійного родовища в 1946 році. На початку шістдесятих став до роботи рудник № 2. Стебницьке родовище калійних солей відроблялось двома підземними рудниками загальною потужністю 4 млн т в рік.
Як основна тяглова сила в шахті використовувалися коні до 1955 року, коли їх замінили електровози. До технічних камер, що збереглись в шахтах належать не лише насосна станція, місця посадки людей в кліті, а й стайні для коней.
До 1966 р. Стебницький калійний комбінат випускав лише сиромелений каїніт (без збагачення) з вмістом K2O близько 10 % та кухонну сіль. У 1966—1967 рр. побудовано хімічну збагачувальну фабрику, яка випускала калійно-магнієве мінеральне добриво (калімагнезію) з вмістом K2O до 17-18 %.
У Стебницькому соляному родовищі соляні пласти мають потужність від 60 до 110 метрів (у Калуському родовищі соляні горизонти становлять 6-28 метрів і залягають на глибині 280—400 метрів).
Видобуток руди із шахт не ведеться.

### Екологічна катастрофа 1983
14 вересня 1983 р. після сильного дощу відбувся прорив ґрунтової дамби хвостосховища між пікетами 7 та 8. Величезна маса висококонцентрованої ропи та твердих відходів (мулу) ринула у басейн р. Солониці, а з неї — у р. Тисменицю й далі в р. Дністер та Чорне море. Сумарна маса цього викиду становила понад 5 млн т, це був селевий потік з потужним гідравлічним напором. Величезна маса соляних відходів забруднила всю навколишню територію (річки, сади, городи, поля, ліси), що завдало шкоди флорі й фауні району, а також гідробіонтам річок Солониці, Тисмениці, Дністра та Чорного моря. Аварія висвітлила всі наявні недоліки запроваджених в Україні радянських технологій, які застосовувались на російських і білоруських підприємствах, які використовують дещо іншу сировину — так звані сильвінітові руди і призначені для виробництва хлорних калійних добрив.
Після цього обсяг виробництва калійних мінеральних добрив у Стебнику зменшився, проте ймовірність прориву дамби хвостосховища зберігається, оскільки в дамбі наявні дрібні тріщини, але належних запобіжних заходів не було вжито.
Докладніше: Екологічна катастрофа

### 1988: Закриття збагачувальної фабрики
Після роботи багатьох державних комісій врешті-решт 1988 р. ухвалено рішення про закриття хімічної збагачувальної фабрики Стебницького калійного заводу (нині Державне гірничо-хімічне підприємство «Полімінерал»)

### 2013: Продаж Стебницького ДГХП «Полімінерал»
14 січня 2013 року ДГХП «Полімінерал» перетворене у публічне акціонерне товариство "Стебницьке гірничо-хімічне підприємство «Полімінерал». Відбулася зміна форми власності підприємства і зміна назви підприємства. Станом на 25 травня 2013 р. жодної акції новоствореного публічного акціонерного товариства не випущено
02 жовтня 2013 року ФДМУ продав «Полімінерал» за 56 млн гривень. Переможцем конкурсу з продажу державного пакета акцій стало ПАТ «Компанія Райз» (м. Київ), що входить до агрохолдингу Ukrlandfarming Олега Бахматюка.

## Населення
- 1887 — 1217 мешканців[65]
- 1908 — 1580 греко-католиків, 175 «латиників» (переважно поляки), 116 протестантів (переважно німців) та 225 юдеїв. Колпець — 970 осіб[66].
- 1926 — 2322 греко-католиків, 400 «латиників», 115 протестантів та 250 юдеїв. Колпець — 1282 осіб.[47] (С.25-26)
- 1931 — 3 300 мешканців. Близько 75 % населення становили українці, решту — великі громади поляків-робітників заводу, євреїв-торговців і ремісників, та невелика кількість німців-сільськогосподарських поселенців[67].
- 1936 — 2778 греко-католиків, 551 «латиників», 152 «католики» (протестанти) та 180 юдеїв. Колпець — 1334 осіб.[47](С.55)

Друга Світова війна призвела до змін в етнічному складі населення. Протягом 1941-42рр. внаслідок фашистської окупації зникла єврейська громада. До кінця війни з міста виїхали німці. Остаточно, в рамках обміну населення між СРСР та Польщею, в 1947 рр. місто покинуло більшість поляків. З розвитком Стебника в радянські часи відбувся наплив людей різних національностей з усього Союзу.
- 1939-01-17 — 2 300 мешканців[68]
- 1954 — 4320 мешканців
- 1959-01-15 — 4174 мешканців[68]
- 1963 — 5 300 мешканців[68]
- 1970-01-15 — 15513 мешканців[68]
- 1975 — 20 000 мешканців
- 1979-01-17 — 19 415 мешканців[69].
- 1989-01-21 — 22 200 мешканців[69].
- 1992 — 23000 мешканців[68]
- 1998 — 22700 мешканців[68].
- 2001-12-05 — 20 863[69]
- 2003 — 20898 мешканців[68].
- 2004 — 20894 мешканців[68].
- 2005 — 21001 мешканців[68].
- 2006 — 21056 мешканців[68].
- 2007 — 21178 мешканців[68].
- 2008 — 21129 мешканців[68].
- 2009 — 21121 мешканців[68].
- 2010-01-01 — 21 133[69].
- 2011-01-01 — 21113[70]
- 2012-01-01 — 20985[71]

- Вибори мера 2010 — 14 684 виборців, з них 7 751 голосували

За кількістю населення місто більше за 14 із 20 міст-районних центрів Львівської області, і переважає за цим показником: Радехів, Жовкву, Кам'янку-Бузьку, Буськ, Яворів, Городок, Пустомити, Перемишляни, Мостиська, Миколаїв, Старий Самбір, Жидачів, Турка і Сколе.

### Національний склад
Розподіл населення за національністю за даними перепису 2001 року:
| Національність  | Відсоток |
| --------------- | -------- |
| українці        | 97.31%   |
| росіяни         | 2.11%    |
| білоруси        | 0.16%    |
| поляки          | 0.15%    |
| інші/не вказали | 0.27%    |

### Мова
Розподіл населення за рідною мовою за даними перепису 2001 року:
| Мова            | Кількість | Відсоток |
| --------------- | --------- | -------- |
| українська      | 20208     | 97.94%   |
| російська       | 386       | 1.87%    |
| білоруська      | 15        | 0.07%    |
| румунська       | 5         | 0.03%    |
| вірменська      | 3         | 0.01%    |
| польська        | 3         | 0.01%    |
| єврейська       | 2         | 0.01%    |
| інші/не вказали | 12        | 0.06%    |
| Усього          | 20634     | 100%     |

## Економіка
Стебницьке родовище калійних солей — одне з найбільших в Україні родовищ калійних солей (видобуток припинено). Стебницьке родовище площею близько 30 км² на 1986 рік налічувало запаси калійних руд у обсязі 1,1 млрд тон. Стебницький ДГХП «Полімінерал» — єдине підприємство, що розробляло це родовище, — практично не діє, гірничі роботи зупинено.
В місті діє однойменне приватне підприємство, яке використовує в назві одну з попередніх назв Державного гірничо-хімічного підприємства «Полімінерал» — ТОВ «Стебницький калійний завод» — виробник калійно-вмісних добрив.
Стебницький асфальто-бетонний завод поблизу 2 ліфта рудника № 1.
Стебницький розчинно-бетонний завод.
Глиняний кар'єр у мікрорайоні Солець. Поблизу кар'єру був склад. Колись ця глибока яма була озером. Але після катастрофи 1983 відкачали усю воду.
ПП «Вічність» на території розчинно-бетонного заводу. Виробництво трун.

## У сьогоднішній час

### Територіально-адміністративний та фінансовий аспекти
Ще з радянських часів, щоб збільшити численність Дрогобицької міської компартійної організації, Дрогобичу підпорядкували Стебник. Після цього, численність населення Дрогобича рахували разом зі Стебником, що давало змогу Дрогобичу набувати вищу категорію, а це, в свою чергу, позначалося на зарплаті чиновників, на фінансовому забезпеченні міста.
Оскільки система адміністративно-територіального устрою дісталася Україні у спадок від колишнього СРСР і характеризується високим ступенем централізації влади по вертикалі, представницькі органи на місцях так і не стали провідниками забезпечення нагальних потреб територіальних громад. У Стебнику — низька ефективність діяльності органів місцевого самоврядування значною мірою зумовлена недостатнім рівнем бюджетного фінансування та відсутністю механізму трансферу фінансових ресурсів на рівень територіальної громади. Наявність специфічних адміністративно-територіальних утворень, на території яких розташовані кілька інших адмінодиниць (Стебник адміністративно є частиною міста Дрогобич), жителі яких належать до різних територіальних громад — є одним із аспектів невпорядкованості адміністративно-територіального устрою. У випадку із Стебником, це проявляється у розташуванні декількох територіальних громад на одній і тій самій території: на території міської ради міста обласного значення — Дрогобича розташована Стебницька міська рада (окрім того, Дрогобич, як і Самбір і Стрий, є містом обласного значення і одночасно районним центром). Усі ці органи місцевого самоврядування наділені відповідно до законодавства майже однаковими повноваженнями і однією територію для їх реалізації. Відтак часто-густо із земельних питань, питань комунального господарства на одній і тій самій території, але різними радами приймаються рішення, що суперечать одне одному. В ситуації, що склалася, стебничани обирають двох голів, два депутатські корпуси.
Попри територіальний аспект, іншою проблемою є створення відповідної матеріально-фінансової основи органів місцевого самоврядування, що дозволяє отримувати достатні фінансові ресурси, необхідні для виконання покладених на них завдань. У Львівській області лише 10 % рад із чисельністю населення до 1 тис. мають можливість формувати бюджет розвитку, і, водночас, понад 60 % рад із населенням більш як 3 тис. жителів уже повноцінно формують бюджет розвитку, оскільки зі збільшенням кількості населення зростає доходна база громади.
Факт прямої залежності здатності громади формувати власний бюджет розвитку від наявної чисельності її жителів — беззаперечний. Самодостатньою вважається громада, що здатна формувати свій бюджет розвитку, тобто акумулювати «власні доходи» та спрямовувати їх на розвиток інфраструктури, соціально-культурної сфери громади тощо. У Львівській області лише 10 % рад із чисельністю населення до 1 тис. мають можливість формувати бюджет розвитку, і, водночас, понад 60 % рад із населенням більш як 3 тис. жителів уже повноцінно формують бюджет розвитку, оскільки зі збільшенням кількості населення зростає доходна база громади.
Інші міста, такі як Борислав, Моршин, Новий Розділ, Самбір і Трускавець є містами обласного значення, хоча вони за чисельністю населення відповідають лише статусу міст районного значення. Станом на 2011 рік у 20-ти із 35 міст районного значення Львівської області чисельність населення не перевищує 10 тис. осіб. Попри таку ж долю сірчаного комбінату у Новому Роздолі це місто, попри кризу, має цілком пристойний бюджет.
Верховною Радою України за сприяння місцевої влади протягом зазначеного періоду необґрунтовано надано статус міст обласного значення низці міст районного значення та навіть селищ міського типу.
Оскільки Стебник є частиною міста Дрогобича, через це виникають проблеми з розподілом бюджету. Досі не функціонує окремий міський суд, який згідно з «Законом України про судоустрій» повинен існувати як окрема інституція, зважаючи на кількість населення.
У жовтні 2006 року депутати Львівської обласної ради 77 голосами звільнили від сплати податків за землю Стебницький «Полімінерал».
В березні 2012 року ДГХП «Полімінерал» знову просить Львівську обласну раду звільнити підприємство у 2012 році від сплати земельного податку у частині, що надходить у обласний бюджет (держпідприємство потребує скасування земельного податку на 385 га.), про що відповідне звернення від голови постійної комісії з питань екології, природних ресурсів та рекреації Ірини Сех надійшло до комісії з питань регулювання земельних відносин, адміністративно-територіального устрою, планування території, архітектури та будівництва.
Площа земель гірничого відводу становить 1290 га згідно з гірничо-відвідним актом за № 208. Двома органами місцевого самоврядування (Дрогобицькою міською радою і Стебницькою міською радою) порушуються права своєї громади, оскільки стебничанам не передаються із земель державної і комунальної власності в межах норм безоплатної приватизації земельні ділянки для будівництва та обслуговування жилого будинку, будівництва індивідуальних гаражів, передача яких провадиться один раз по кожному виду використання визначених Земельним Кодексом України.
Ситуація з бюджетом міста катастрофічна. Місто Дрогобич подає у Львівську обласну адміністрацію на затвердження зведений бюджет міст Дрогобича і Стебника з врахуванням 100-тисячного населення двох міст. Внаслідок, при виділенні дотацій та субвенцій з Державного бюджету м. Дрогобичу виділяються кошти, як 100-тисячному місту, які поступають у фінансовий відділ м. Дрогобича і розподіляються нерівномірно, не враховуючи 1/5 частину населення м. Стебника, щодо загальної 100-тисячної чисельності двох міст. Тобто, Дрогобич отримує дотації як стотисячне місто але стотисячним стає за «допомогою» Стебника, в якому проживають близько 22 тис. осіб.
Наприклад, бюджет Стебника на 2009 рік був затверджений у розмірі 2 млн грн., Дрогобича — 200 млн грн.
На сесії Дрогобицької міської ради було затверджено міський бюджет на 2010 рік — 231 млн грн. Стебнику, як місту, яке фінансується за кошти зведеного дрогобицького бюджету, призначено 1 млн. 400 тис. грн.
При доходах (з дотацією включно) міста на 2011 рік в сумі 1 млн.689 тисяч грн., на заробітну плату працівникам апарату міської ради (29 чоловік) було передбачено 1 мільйон 350 тисяч гривень (в ході дискусії цю суму зменшили на 100 тисяч гривень до 1 млн. 250 тис.).
Бюджет Стебника включає загальний (податок на доходи фізичних осіб, державне мито, реєстраційний збір за провадження державної реєстрації юридичних та фізичних осіб) та спеціальний фонди (єдиний податок, надходження від відчуження майна комунальної власності, надходження від продажу земельних ділянок). Бюджет міста на 2012 рік: загальний фонд становить 1 млн. 903 тис.грн., спеціальний фонд — 2 млн. 257 тис. грн.. 1 млн. 3 тис. грн. виділено на утримання органів місцевого самоврядування.
У випадку, коли Стебник стає містом районного підпорядкування, то він через Дрогобицьку райдержадміністрацію буде отримувати необхідні для свого існування субсидії і допомогу від держави, а якщо набуде статусу міста обласного підпорядкування — матиме змогу отримувати фінансування безпосередньо з обласного бюджету. Іншими варіантами розвитку є повне злиття Стебника з Дрогобичем (проте між обома містами нема єдиної межі — вони відмежовані землями Дрогобицького району) аби перетворити Стебник у мікрорайон Дрогобича.
Питання надання місту статусу обласного підпорядкування обговорюється.
Переваги цього статусу:
- − 75 % податків залишатимуться в місті
- — Прямі надходження з облбюджету без розподілу в Дрогобичі
- — Буде створено необхідні відділи держ. влади — МВС, податкової, соцзахисту, освіти та ін..
- — Нові робочі місці, для обслуговування цих органів.
- — Оперативність вирішення проблем на «місці»
- — Представництво в облраді

До порівняння, Моршин — 6 тис. населення, представлений двома депутатами.
Втрати Стебника при набутті статусу:
- — Дотації від бюджету Дрогобича, які і так мізерні.

Переваги Дрогобича:
- — Фінансування бюджету з обласного бюджету та місцеві податки не треба ділити з Стебником.
- — Зменшення загрузки на органи державної влади.

Втрати Дрогобича:
- — Втрата надходжень зі Стебника
- — Втрата статусу «стотисячника» і відповідного фінансування з обласного бюджету.

### Соціоекологічні параметри міста
| Місто         | Час заснування | К-сть осіб станом на 01.01.01 р., тис. осіб | К-сть осіб станом на 01.01.11 р., тис. осіб | Динаміка чисельності населення порівняно з 2001 р., тис. осіб | Щільність населення, осіб/га | Площа, га           | Площа, га        | Площа зелених масивів, га | Площа зелених масивів, га | Площа зелених масивів, га         |
| Місто         | Час заснування | К-сть осіб станом на 01.01.01 р., тис. осіб | К-сть осіб станом на 01.01.11 р., тис. осіб | Динаміка чисельності населення порівняно з 2001 р., тис. осіб | Щільність населення, осіб/га | заг. зем. площа, га | забуд. землі, га | загальна, га              | громад. корис., га        | припадає на особу м² гром. корис. |
| ------------- | -------------- | ------------------------------------------- | ------------------------------------------- | ------------------------------------------------------------- | ---------------------------- | ------------------- | ---------------- | ------------------------- | ------------------------- | --------------------------------- |
| Дрогобич      | 1387           | 79,1                                        | 77,6                                        | −1,5                                                          | 24,7                         | 4446,0              | 1976,9           | 533                       | 290                       | 6,9/3,7                           |
| Стрий         | 1385           | 62,5                                        | 60,3                                        | −2,2                                                          | 37,1                         | 1698,0              | 1005,7           | 610                       | 94                        | 10,1/1,6                          |
| Борислав      | 1387           | 38,1                                        | 35,1                                        | −3,0                                                          | 10,3                         | 3763,0              | 1393,4           | 2663                      | 2596                      | 75,9/74,0                         |
| Самбір        | 1241           | 36,6                                        | 35,0                                        | −1,6                                                          | 28,1                         | 1548,0              | 1263,7           | 228                       | 61                        | 6,5/1,7                           |
| Трускавець    | 1462           | 31,0                                        | 29,7                                        | −1,3                                                          | 40,1                         | 820,0               | 602,4            | 391                       | 39                        | 13,2/1,3                          |
| Стебник       | 1440           | 20,9                                        | 21,1                                        | +0,2                                                          | 17,4                         | 829,0               | 432,0            | 98                        | 8                         | 4,6/0,4                           |
| Турка         | 1431           | 7,7                                         | 7,1                                         | −0,6                                                          | 29,8                         | 667,0               | 255,0            | 133                       | 32                        | 18,7/4,5                          |
| Сколе         | 1397           | 6,7                                         | 6,3                                         | −0,4                                                          | 15,4                         | 423,0               | 160,0            | 156                       | 38                        | 24,8/2,2                          |
| Старий Самбір | 1071           | 5,7                                         | 6,3                                         | +0,6                                                          | 12,6                         | 448,0               | 140,0            | 66                        | 14                        | 10,5/2,2                          |
| Моршин        | 1482           | 6,5                                         | 6,1                                         | −0,4                                                          | 29,2                         | 222,0               | 161,8            | 56                        | 56                        | 16,7/9,2                          |
| Добромиль     | 1374           | 5,0                                         | 4,5                                         | −0,5                                                          | 15,9                         | 614,0               | 178,0            | 124                       | 14                        | 27,6/3,1                          |
| Хирів         | 1374           | 4,6                                         | 4,1                                         | −0,5                                                          | 13,4                         | 348,0               | 154,0            | 97                        | 11                        | 23,7/2,7                          |

### Сучасна екологічна ситуація
Загальний об'єм підземних карстових порожнин становить 440 тис. м³, тампонажні роботи припинено в 1993 році. Відпрацьовані порожнини утворюють близько 33 млн м³ пустот. У хвостосховищі накопичено 11,2 млн м³ відходів. За 2002–2004 рр. активізація поверхневого карсту тричі фіксувалася в межах 3-го поясу ЗСО курорту Трускавець, що загрожує виникненню провалів земної поверхні та можливою руйнацією автодороги Львів-Трускавець, водогону Гірне-Дрогобич (водогін знаходиться в межах впливу гірничих робіт на шахтному полі рудника № 2), лінії електропередач.
При руйнації відпрацьованих порожнин можуть виникати техногенні землетруси до 7 балів, що може викликати пошкодження будівель в містах Стебник, Трускавець та Дрогобич, а також руйнування хвостосховища. Правильність цього твердження засвідчує землетрус 1987 року, який виник на руднику «Калуш» під час провалля поверхні рудника силою в 4 бали.
Хвостосховища сприяють підвищенню мінералізації поверхневих і підземних вод. Засолонення підземних вод, водоймищ на ділянках розміщення ставків накопичувачів та шлакосховищ відбувається інфільтрацією розсолів через їх днища, борти й основи дамб.
У випадку виникнення надзвичайної ситуації буде відсутня можливість щодо забезпечення мешканців водопровідною водою відповідної якості та в достатній кількості. У містах відсутня достатня кількість спецавтотранспорту для доставки води.
Місто Стебник — одне з декількох місць Карпатського регіону, де сформувалися стабільні ареали загрозливого екологічного стану.
- 20 грудня 1999 року внаслідок аварії на магістральному нафтопродуктопроводі Дрогобич-Калуш заводу «Поліолефіни» ВАТ «Оріана» (відомча підпорядкованість продуктопроводу: ВАТ «Оріана», Росія[98]) відбувся вилив дизпалива у водозабір «Гірне», що забезпечував питною водою населення міст Дрогобича, Трускавця та Стебника.[99][100] За інформацією управління з питань надзвичайних ситуацій та у справах захисту населення від наслідків Чорнобильської катастрофи, дизпаливом було забруднено територію 500 м², у тому числі променевий водозабір.[100]
- 15 серпня 2003 року на дні штучного озера «Болоння», що неподалік шахти, утворилася вирва, якою вода з озера потрапила у підземні виробки шахти. Після цього вирву було залагоджено глинисто-цементно-тампонажною сумішшю. Озеро залишилося осушеним.
- 25 липня 2006 року неподалік м. Дрогобич було помічено активізацію карстового провалу розмірами 60×40 м, завглибшки 5 метрів, який вже утворювався 10.01.2004 року на північно-західному фланзі шахтного поля рудника ДГХІІ «Полімінерал» і в цьому ж році був затампонований.[101]

#### 2016: Техногенний землетрус
22 серпня 2016 року о 16:36 через обвал породи в шахтах стався техногенний землетрус магнітудою 2,8 бала. Епіцентр поштовхів був на глибині до 4 км. У тій місцевості раніше не фіксували жодних коливань, а востаннє подібні коливання на Львівщині зафіксували тридцять років тому поблизу міста Комарно Городоцького району.
Про те, що землетрус мав техногенний характер, стало відомо 26 серпня 2016 року.

### Житлово-комунальне господарство
Житлово-комунальне господарство в місті представлено такими суб'єктами господарювання:
- Водопостачанням та водовідведенням, підгалуззю житлово-комунального господарства, в місті займається КП «Дрогобичводоканал». В Дрогобичі і Стебнику з 1 березня 2011 року 1 м³ води разом з ПДВ коштує 5,20 грн., 1 м³ стоків — 1,42 грн., що в сукупності становить 6,62 грн.[106] Адреса: м. Стебник, вул. Трускавецька, 18а. Начальник — Денека Роман Йосипович.
- Теплопостачання: суб'єкт природної монополії КП «Стебниктеплокомуненерго». Тариф ЦО 6,94 грн. за м2 опалювальної площі; 300,50 грн. за ГКал. Адреса: м. Стебник, вул. А.Мельника, 17. Начальник Лабовка Орест Васильович.

26 вересня 2012 року XXIII сесією Стебницької міської ради було вирішено не надавати громаді міста дозволи на відключення від мереж централізованого опалення, мотивуючи це зростанням оплати за централізоване опалення тим споживачам, які не мають можливості встановити собі автономне опалення.
- Житлове господарство — КП МВУЖКГ. Головний інженер Стебницького ЖКГ — Асафат Богдан Іванович.
- КП "Ринок «Прикарпаття»

### Інші послуги населенню
- Енергетика: ВАТ «Львівобленерго». Колишня адреса дільниці: м. Стебник, вул. А. Шептицького 4. Тепер[коли?] дільницю розформовано.
- Газопостачання: суб'єкт природної монополії ПАТ «Львівгаз», ДрогУЕГГ. Адреса стебницької дільниці: м. Стебник, вул. Трускавецька, 18/1. Начальник — Грицай Роман Григорович.
- Стебницький воєнізований гірничо-рятувальний взвод. Адреса: м. Стебник, вул. Трускавецька 74.
- Стебницький міський центр зайнятості
- Пожежна охорона здійснюється 37 державним пожежно-рятувальним постом 5 державної пожежно-рятувальної частини Головного територіального управління МНС у Львівській області, яка утримується на штаті № 14/76 «37 державний пожежно-рятувальний пост 5 державної пожежно-рятувальної частини Головного територіального управління МНС у Львівській області» (постійної готовності) чисельністю 14 осіб начальницького складу.[108] Адреса ОП ДПО м. Стебник: м. Стебник, вул. Дрогобицька 127. Начальник Лужковський Володимир Степанович.[109]
- Стебницька міська лікарня. В штаті — 8 водіїв.[110] Адреса: вул. Січових Стрільців, 2.
- Стебницьке МВМ Дрогобицького МРВ: м. Стебник, вул. В.Симоненка, 24. Начальник Тефак Андрій Іванович. Дільничні інспектори. Паспортне відділення.

## Освіта, культура, пам'ятники

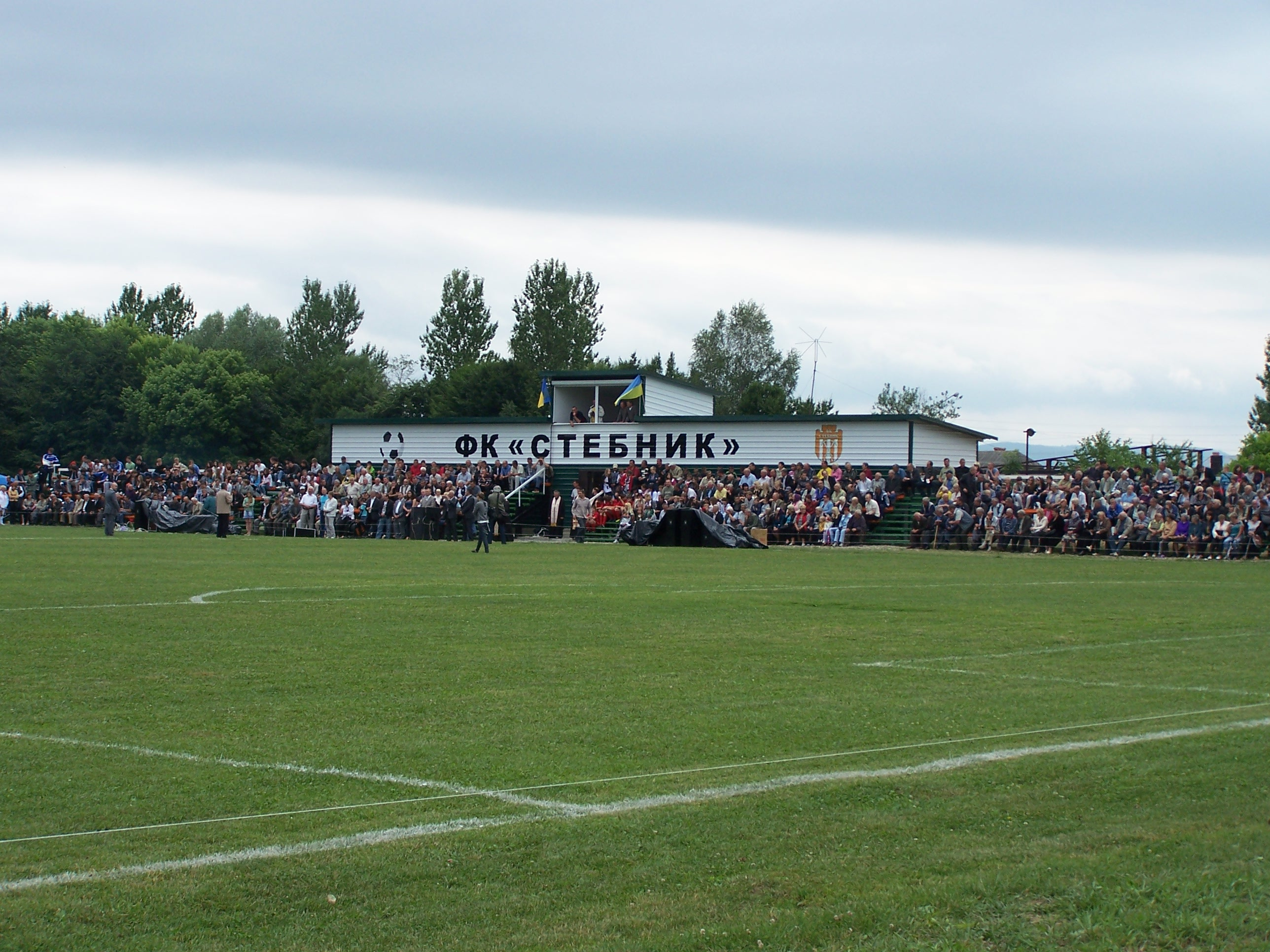
Міський стадіон

### Загальноосвітні установи
- Стебницький професійний ліцей. (Адреса: вул. Володимира Великого,2
- Стебницька гімназія № 6 імені Героїв АТО. (Адреса: вул. Грушевського,10
- Стебницький ліцей № 7. (Адреса: вул. Грушевського,11.
- Стебницька гімназія № 11 імені Тараса Зозулі. (Адреса: вул. Куліша,3.
- Стебницька гімназія № 18. (Адреса: вул. Дорошенка,1. Мікрорайон Забівка.

### Позашкільні освітні заклади
- Бібліотека № 8. Адреса: м. Стебник, вул. Т. Шевченка, 4
- Стебницька дитяча музична школа (вул. Січових Стрільців 1/1

Заклади культури:
- Стебницький Народний дім (м. Стебник, Майдан Т.Шевченка,5

### Клуби
ГО «Спортивний клуб „Патріот“». Адреса: м. Стебник, вул. В.Великого,12, кв.35.

### Церкви
- Церква Різдва Пресвятої Богородиці. Побудована в 1932 р. Архітектор храму Євген Нагірний. (В народі "церква отця Петра"). Називають на честь блаженної памяті отця Петра Герилюка-Купчинського. який був у сталінських таборах. Потім підпільним священником. А з виходом УГКЦ з підпілля правив у церкві Різдва Пресвятої Богородиці у 1990-2007рр. До 1946 року в даній церкві душпастирював мученик за католицьку віру, греко-католицький священник Петро Микелита. зараз йде процес його беатифікації.
- Церква Святого Архистратига Михаїла — колишній польський костел, побудований в 1894 році[47](С.20). З самих початків в ній правив священник Михайло Комарницький. Який не перейшов з РПЦ до УГКЦ. А став автокефальним. Тому з частиною вірних перейшов з церкви Різдва Пресвятої Богородиці, яка повернулася в лоно УГКЦ, до новоствореної православної парафії.
- Церква Христа Чоловіколюбця. (Серця Христового). Незаконно перейменована на церкву Успення Пресвятої Богородиці. (Т. зв. «церква на стройці»). 20.03.94 — перша літургія в магазині «Меблі». 1994 року побудовано тимчасову каплицю. 22.12.95 — освячено камінь під будівництво храму. 8.11.96. — освячено каплицю пратулинських мучеників, де тоді відбуваються богослужіння. Наприкінці червня 1997 р. розпочалося будівництво храму. Станом на 2011 р. завершено зовнішні роботи та просувається процес розпису храму. На сьогодні храм втратив свою початкову назву Христа Чоловіколюбця (Серця Христового) та отримав іншу назву. У храмі є найбільша кількість скриньок-пожертв. їх є понад 13.
- В мікрорайоні Солець є дерев'яна церква Св. Пантелеймона 1901[недоступне посилання з липня 2019].
- В мікрорайоні Колпець є новозбудована церква «Введення в храм Пресвятої Богородиції», церкву освячено єпископом з Івано-Франківська Софроном Дмитерком у 2000 році
- Церква св. Миколая. Зараз не існує. Була збудована бл.1780 р. в с.Тустановичі. 22 травня 1787 р. перевезена в м. Стебник. Розміщувалася до 1932 р. поблизу сучасної церкви Різдва Пресвятої Богородиці (далі — РПЦ). В 1954 р.продана на дрова. Від неї залишилася дерев'яна дзвіниця.
- Монастир. В період 1409—1440 р.р. в Іздебнику, над річкою, знаходився монастир.[6] В грамоті короля Ягайла від 20 серпня 1409 р. говориться:

«розташовується навколо берегів р. Солониці. В іншому місці монастир впритул до підвищення званого Хромотою».
В Грамоті Владислава Ягайловича (з приводу розмежування Стебника, Гаїв та Почаєвичів):
«..простягається з лугами над бурхливою р. Солоницею, поблизу монастиря, і над р. Колодницею».
В грамоті короля Ягайла 1409 р. згадується монастир у Стебнику, який, правдоподібно, містився між Стебником і Нижніми Гаями. Місце розташування його можна шукати вздовж р. Солониця.
Перша згадка про церкву взноситься до 1507 р.

### Пам'ятки
- Споруда солеварні на території «Саліни».
- Залізна конструкція копра шахти «Кюбек» (одна з найдавніших гірничо-промислових споруд на Галичині, яку у середині 19 століття було споруджено за австрійського уряду).

### Пам'ятники
- пам'ятник «Борцям за волю України». Відкритий і осв'ячений у Стебнику в урочистій обстановці 24 серпня 2008 р., на День Незалежності України.
- символічна могила борцям за волю УСС та УГА.

## Релігійне життя

### Священники
- ? Яцко 1409(?) Тримав парафію в Іздебнику в 1496 році.[6]

Парохи
- як греко-католицький                             Святослав Кудан (1488—1666)
- як греко-католицький                             Віктор Ільницький (хх—2023)
- як греко-католицький                             Михайло Волошинський (1848—1849), адміністратор
- як греко-католицький                             Олексій Поп'яцький (1849—1855)
- як греко-католицький                             Василь Гапанович 1856—1889)
- як греко-католицький                             (1890—1915)
- як греко-католицький (останній)           Петро Мекелита (1919—1945)
- вже як православний, перейшов з УГКЦ до РПЦ  (православна) Йосиф Маринович (1946—1957)
- вже як православний, перейшов з УГКЦ до РПЦ  (православна) Степан Граб (1956—1966)
- вже як православний, перейшов з УГКЦ до РПЦ  (православна) Корнелій Чайківський (1966—1973)
- вже як православний, перейшов з УГКЦ до РПЦ                                                                            Володимир Іванчук (1973—1974)
- як православний, потім в УАПЦ, потім в УПЦ КП, потім в УАПЦ, потім в УПЦ КП, потім в ПЦУ.    Михайло Комарницький (1974-2020рр.)
- як греко-католицький Петро-Гасюк Герилюк-Купчинський  (1990-2007рр.)

Сотрудник
- Юра Грицик (1896—1899)
- Антін Криницький (1896—1897)
- Анатоль Хиляк (1897—1899)
- Володимир Обушкевич (1899—1902)
- Кароль Король (1904—1908)
- Петро Лазурко (1908—1916)

```
Релігійні громади Стебника до 1947
 
р.
```

 —Греко-католицька (Церква Різдва Пресвятої Богородиці). Окрім того до парафії Різдва Пресвятої Богородиці до 1946 р. належала церква святих Іоакима і Анни село Станиля, та церква Воскресіння Господнього село Колпець.
 —Римо-католицька (Костел — сучасна церква ПЦУ Архистратига Михаїла) обслуговувалася священиками католицької парохії Трускавця — Пьотровський і Вуйціх. Припинила існувати в 1947 р.
 —забе (за переказами в р-ні «Забівка»). Рабин протягом 30-х.рр Вольф Гершик. До 1941 р.
 —Молитвений дім Караїми. Рабин Гоффман. До 1941 р.(С.24)
 —Адвентисти 7-го дня з 1937 р.. Пресвітери Тимко Дуб, Богдан Стасюк.

### Релігійні громади Стебника: сьогодні
- Греко-католицькі:
- церква Різдва Пресвятої Богородиці (до 1946р. та з 1990 року Греко-католицька)
  - Успіння Пресвятої Богородиці незаконно пересвячена. В минулому посвячено як храм Серця Христового,
  - Крім того на території Церкви Серця Христового була каплиця Пратулинських мучеників.
- Православна:
  - церква Святого Архистратига Михаїла (храм використовувався до 1947 року як римо-католицький костел, а з приходом більшовиків використовувався як магазин) (з 1990 року це парафія УАПЦ, потім УПЦ КП, потім знову УАПЦ, потім знову УПЦ КП. Тепер[коли?] ПЦУ.)
- Баптисти-євангелісти, з 1995 р.

## Міста-побратими
- Оборники, Республіка Польща

## Цікаві факти
Стебник, як окрема адміністративна одиниця, що входила в структуру ОУН(м), мав свій криптонім — «Скрипух».

## Світлини

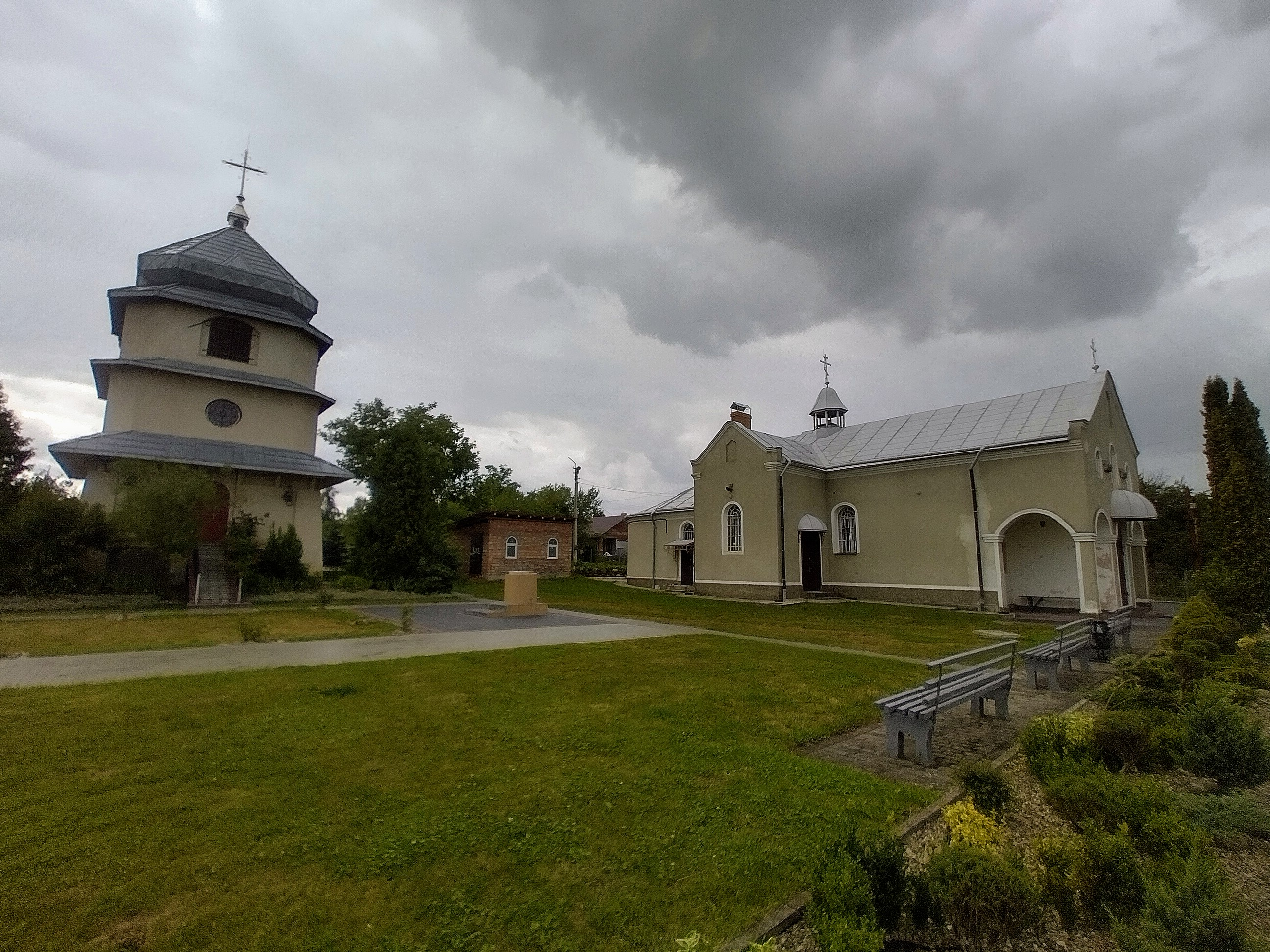
Церква Святого Архистратига Михаїла
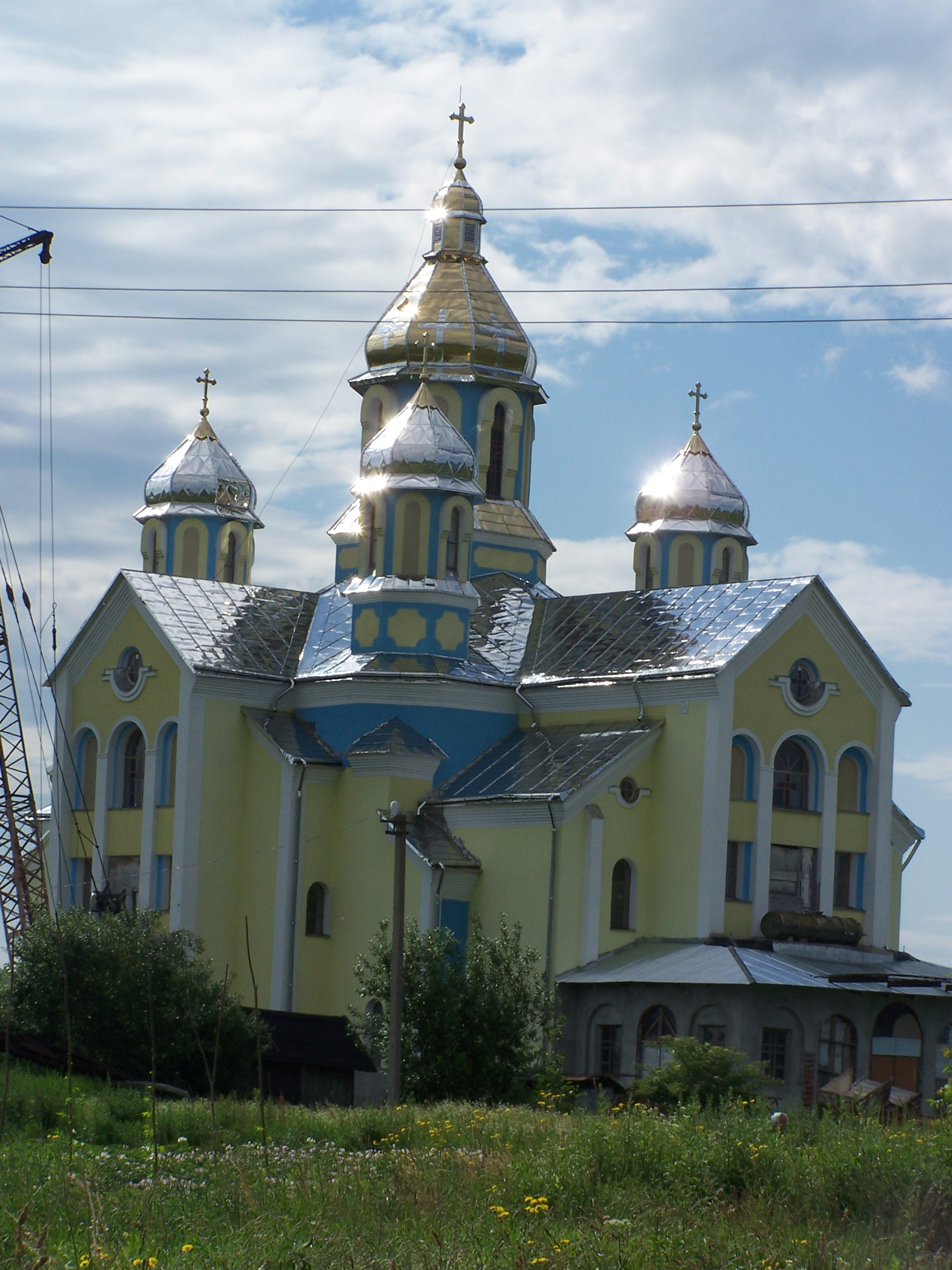
Церква Успіння Пресвятої Богородиці
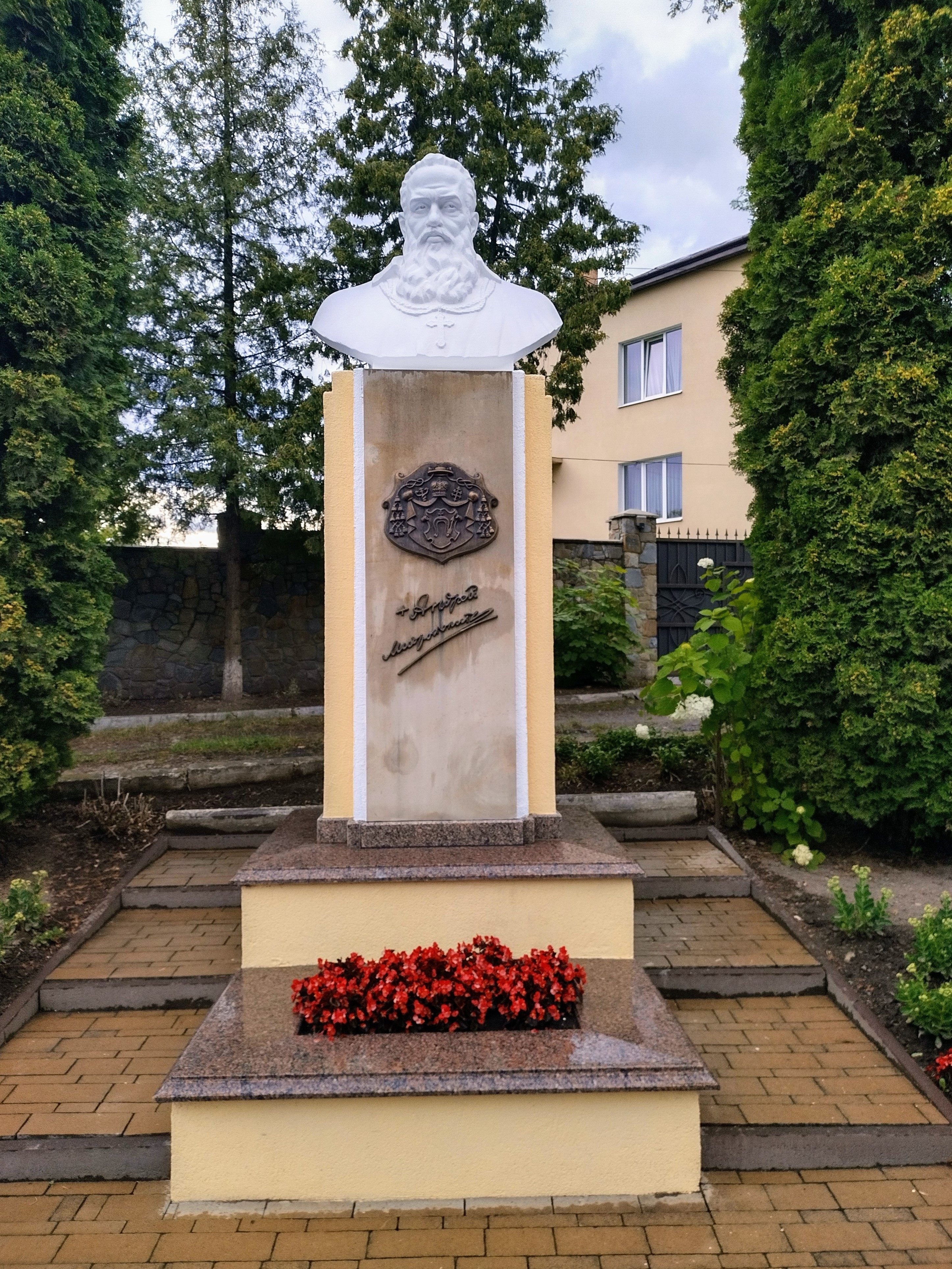
Погруддя Андрею Шептицькому
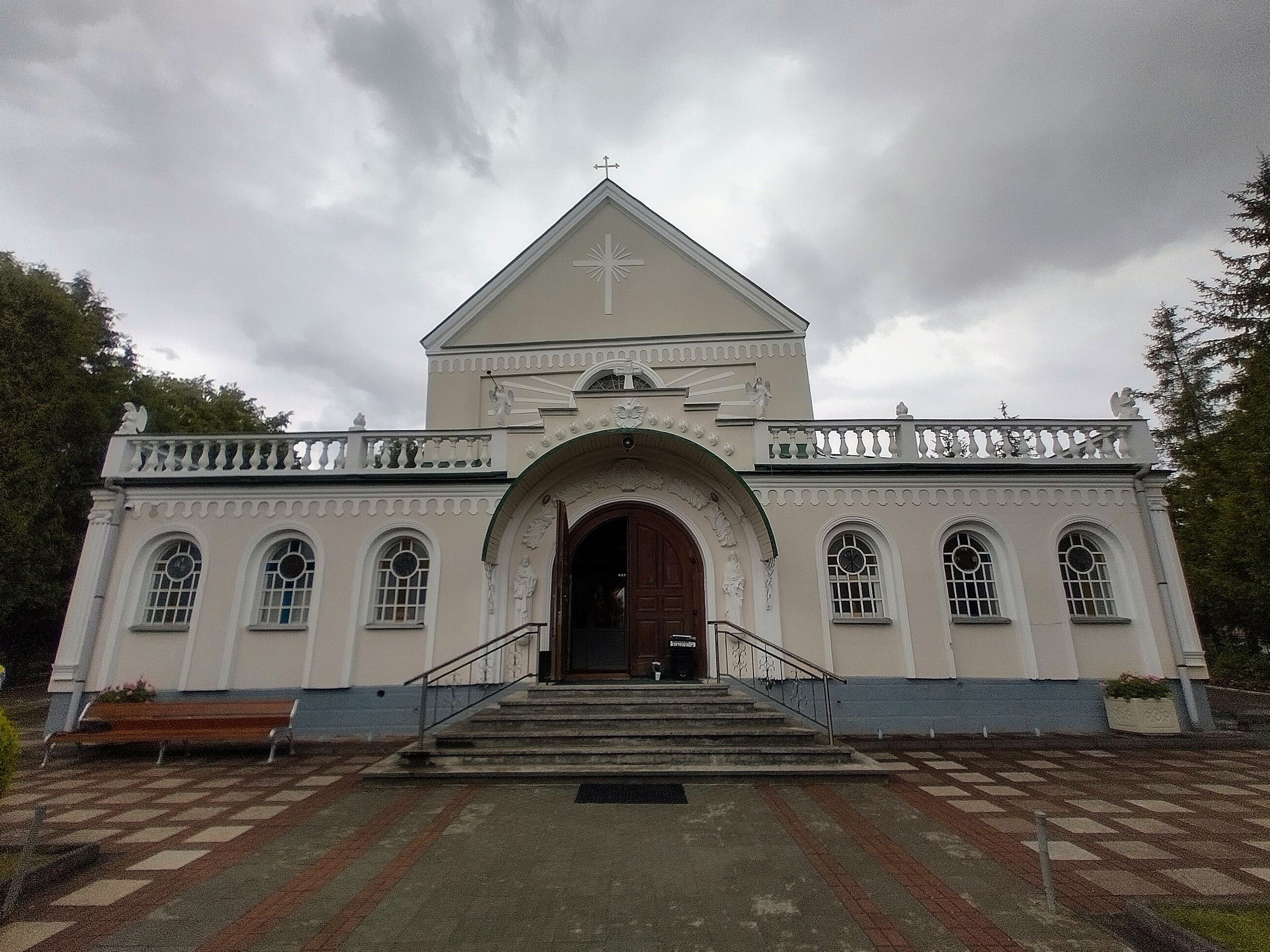
Церква Різдва Пресвятої Богородиці
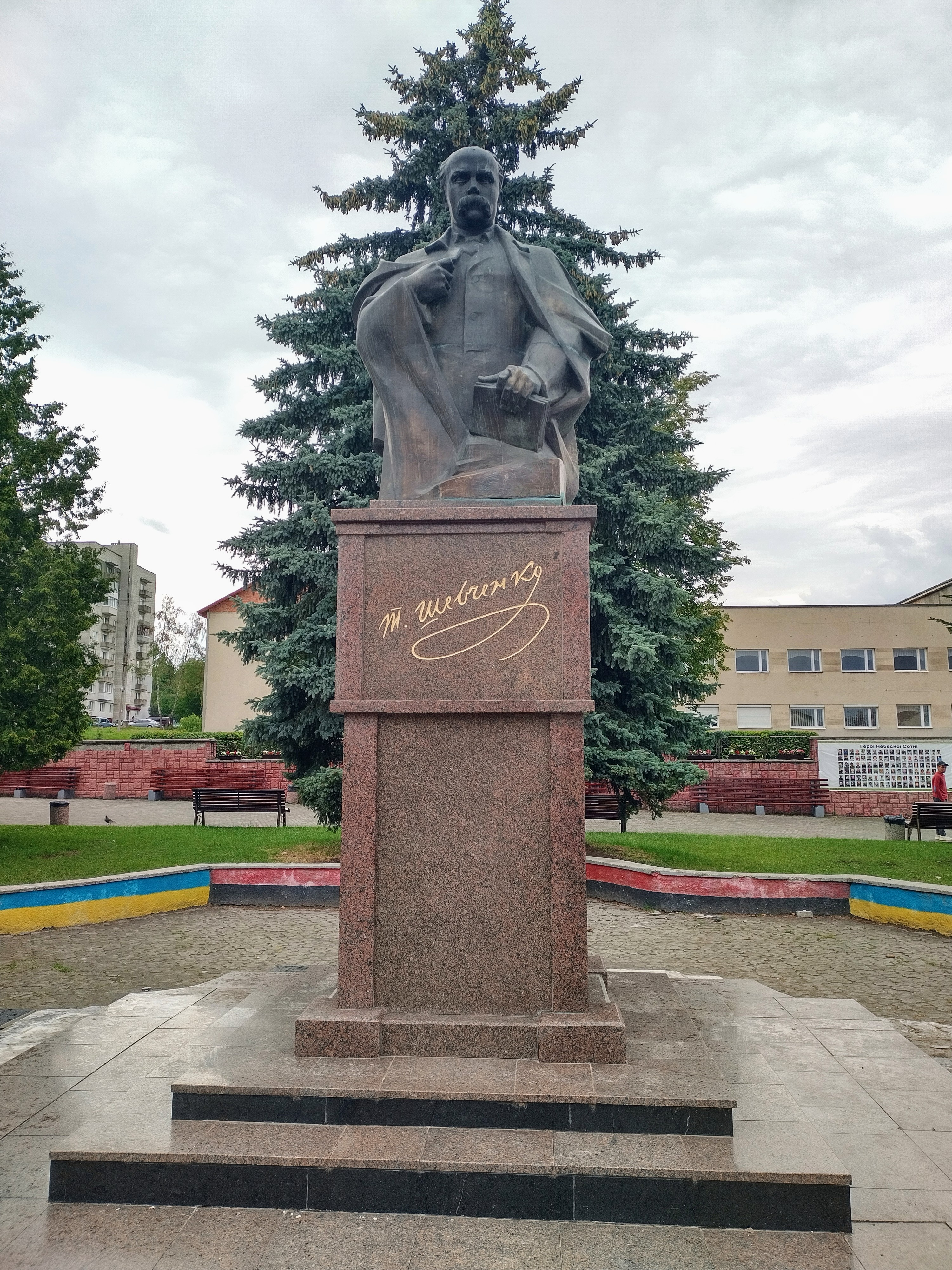
Пам'ятник Тарасу Шевченку

### Фото
- Соляна копальня TESP (Towarzystwo Eksploatacji Soli Potasowych) в Стебнику. 1930 рік. [Архівовано 23 липня 2012 у Wayback Machine.]
- Панорама Стебника. Дата події: 1918—1939 рік. [Архівовано 10 червня 2015 у Wayback Machine.] Опис зображення: На передньому плані жінка і двоє дітей на полі. Жінка з граблями в руках. На полі — копиці сіна. На задньому плані, ліворуч видно будівлі і димові труби з комплексу будівель, які належать до соляної шахти. З правого боку видно будівлі (будівлі і димові труби) «Tespe».
- Хвостосховище. Служба Карти Google.

### Сайти Стебника
- Інтернет-газета «Стебницькі Вісті» [Архівовано 21 січня 2021 у Wayback Machine.]
- Неофіційний сайт м. Стебник [Архівовано 5 грудня 2020 у Wayback Machine.]
- Сайт стебницьких риболовів [Архівовано 22 березня 2019 у Wayback Machine.]
- Неофіційний сайт м. Стебник. stebnyk.info — інформаційний сайт м. Стебник та Дрогобиччини
- Типовий Стебник